# Монастир Святої Трійці (Кам'янець-Подільський)
Монастир Святої Трійці в Кам'янці Подільському — монастир Василіянського Чину святого Йосафата Української греко-католицької церкви в м. Кам'янець-Подільський на Хмельниччині.

## Історія
Храм Пресвятої Трійці — одна з найдавніших споруд Кам'янця, чиє будівництво, за даними археологів, датується XII—XIV століттями. У 1582 році з'явилася перша письмова згадка про храм. У XVII столітті він був однією з катедральних церков Львівської православної єпархії. Після прийняття Унії єпископом Йосифом Шумлянським у 1700 році, церква офіційно перейшла до уніатського духовенства.
Монастир при церкві засновано 22 травня 1722 року, коли на запрошення єпископа Атанасія Шептицького прибули василіанські ченці. У 1743 році він увійшов до об'єднаного Руського Чину святого Василія Великого. У 1746—1749 роках ігумен о. Йосафат Пруницький збудував двоповерховий корпус келій. З 1759 по 1793 рік при монастирі діяли богословські студії. Царський уряд закрив монастир у 1795 році, передавши його православним ченцям.
У 1933 році радянська влада закрила церкву, а в 1935 році її підірвали. Монастирський корпус після Другої світової війни використовували як гуртожиток.
Василіяни повернулися до міста у 1995 році з благословення Глави УГКЦ Мирослава Любачівського. Відновлення монастиря і церкви розпочав перший настоятель Давид Кулинич. За настоятельства о. Йосифа Будая було відбудовано храм. 10 липня 2010 року церкву освятив правлячий єпископ Тернопільсько-Зборівський Василій Семенюк. Згідно з його декретом від 17 серпня 2010 року, василіанському монастирському храму Пресвятої Трійці надано статус єпархіального.
При парафії діють Вівтарна дружина та спільнота «Матері в молитві».

## Настоятелі
- о. Йосафат Пруницький,
- о. Стефан Краковецький,
- о. Іван Машкевич,
- брат Давид Кулинич,
- о. Йосиф Будай (2005—2010),
- о. Венедикт Деркач (2010 — 18 грудня 2013),
- о. Лазар Громадський (2010 — 18 грудня 2013, сотрудник),
- о. Єремія Рибаков (з 18 грудня 2013),
- о. Миколай Козелківський (з 18 грудня 2013, сотрудник),
- о. Севастіян Бондаренко
- о. Анастасій Панькевич (від 2024)